# سنجاقک (فیلم ۲۰۰۲)
سنجاقک (انگلیسی: Dragonfly) فیلمی در ژانر رمانتیک و علمی–تخیلی به کارگردانی تام شادیاک است که در سال ۲۰۰۲ منتشر شد.

## بازیگران
- کوین کاستنر
- جاستینا ماچادو
- جو مورتون
- ران ریفکین
- لیندا هانت
- کتی بیتس
- سوزانا تامپسون
- مت کریون
- جیکوب بارگاس
- هایدی سوئدبرگ